# Revaz Tevdoradze
 (janvier 2008).
Si vous disposez d'ouvrages ou d'articles de référence ou si vous connaissez des sites web de qualité traitant du thème abordé ici, merci de compléter l'article en donnant les références utiles à sa vérifiabilité et en les liant à la section « Notes et références ».
Revaz Tevdoradze est un footballeur géorgien né le 14 février 1988 à Tbilissi (URSS).

## Carrière
- 2006-2007 :  Dila Gori
- 2007-?? :  FC Merani Tbilissi

## Sélections
- 4 sélections (0 but) avec la Géorgie depuis 2007.